# Gymnázium Paměti národa
Gymnázium Paměti národa je soukromá střední škola se sídlem v Praze 5 – Smíchov. Čtyřleté všeobecné vyučování je zaměřeno zejména na moderní dějiny, občanskou a mediální výchovu, cizí jazyky a další humanitní předměty. Zřizovatelem školy je zapsaný ústav Post Bellum.
První ročník byl zahájen v září 2021. Vedení gymnázia tvoří čtyři pracovníci. Ředitelkou je Magdalena Benešová, zástupcem pro organizaci Marek Stojan a zástupkyní pro pedagogiku Eva Marková.

## Historie
Gymnázium Paměti národa bylo založeno 29. září 2020 jako společnost s ručením omezeným. První ročník byl otevřen následujícího roku, v září 2021.

## Sídlo
Od školního roku 2024/25 gymnázium sídlí v části usedlosti Hřebenka na adrese Praha 5 - Smíchov, Švédská ulice 107/398. 
Po založení v roce 2020 měla škola učebny v centru Prahy na adrese Opatovická 160/18, Praha 1, kde sdílela vstup (z Vilímkova průchodu) a první patro budovy společně s Vyšší odbornou školou publicistiky (VOŠP). S touto školou sdílela i společnou vrátnici. Samotné gymnázium bylo od VOŠP odděleno zabezpečeným vchodem, kam byl vstup možný pouze na ISIC/ITIC karty vydané gymnáziem. Prostory tvořily tři učebny, z toho dvě kmenové a jedna pro dělené hodiny jazyků a informatiky, společenská místnost, sborovna a kuchyňky.

## Ředitelé
Ředitelé gymnázia od jeho zahájení:
- Salim Murad (2021–2022)
- Tereza Meinczingerová (2022–2025)
- Magdaléna Benešová (2025– )

## Studentská rada Gymnázia Paměti národa
Rada je samosprávným a nezávislým orgánem, sdružující zástupce studenstva na Gymnáziu Paměti národa. Je složena ze tří zástupců každé třídy, kteří mezi sebou volí svého předsedu.
My, studentstvo Gymnázia Paměti národa, zakládáme tuto Studentskou radu jako prostředek pro posílení demokracie, podporu akademického růstu a budování respektu v naší školní komunitě.
Tato Rada bude fungovat v souladu s hodnotami solidarity, svobody, spravedlnosti, úcty a demokracie a slibujeme aktivní zapojení ve prospěch studentského vzdělání a školního života.

## Galerie

Původní sídlo v Praze 1, Opatovické 160/18
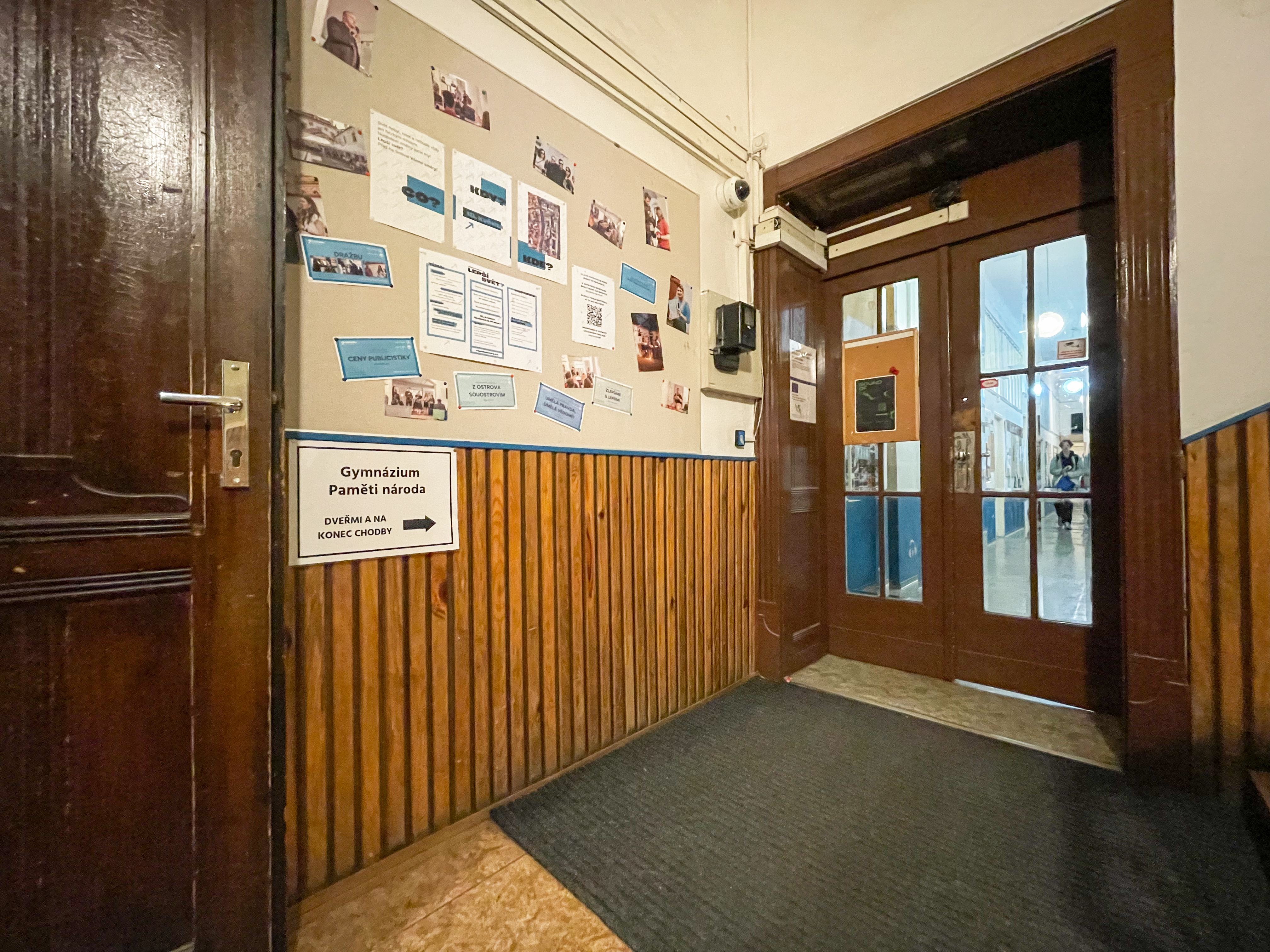
Sdílený vstup do VOŠP i GPN
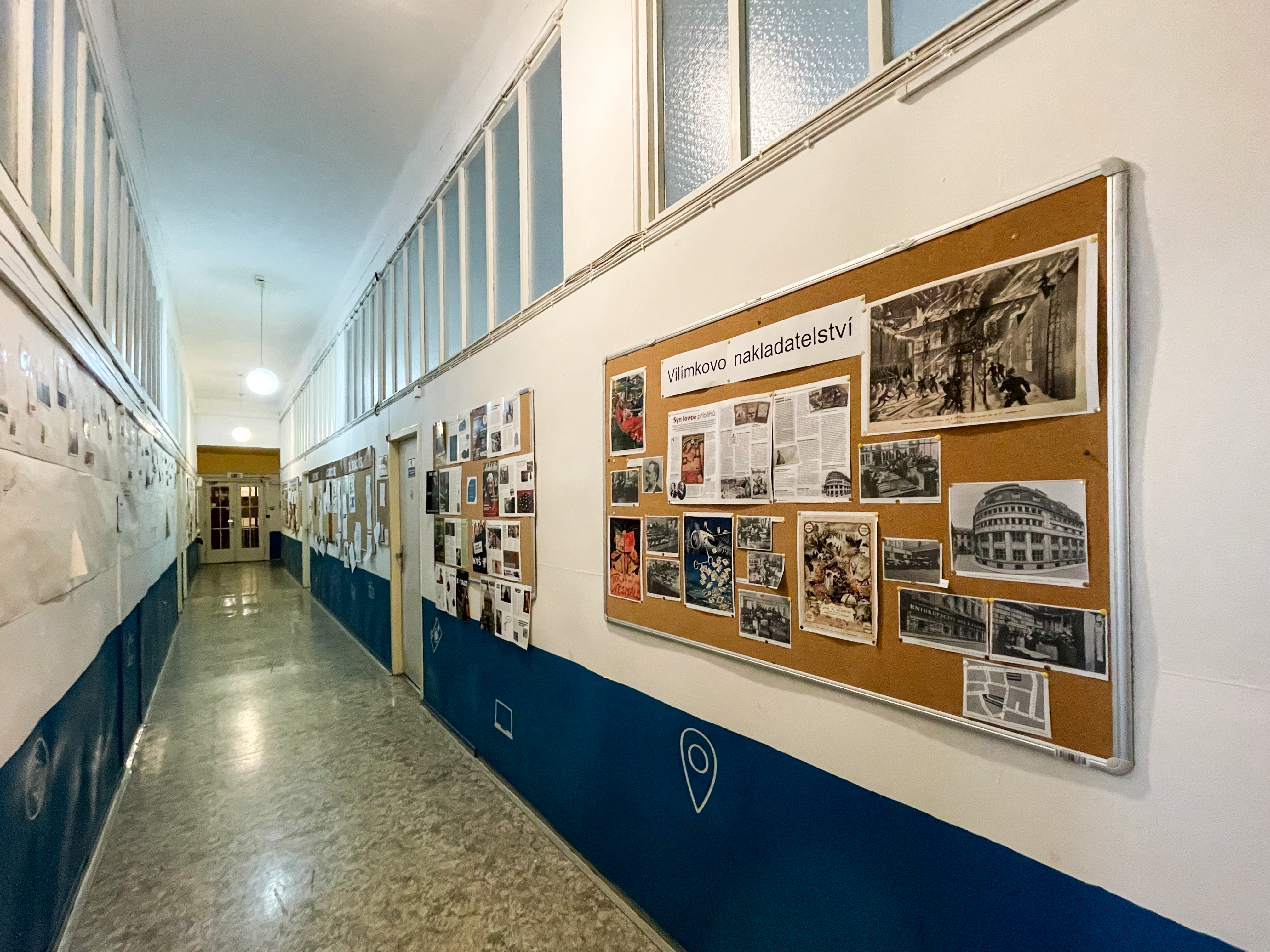
Sdílený vstupní prostor s VOŠP
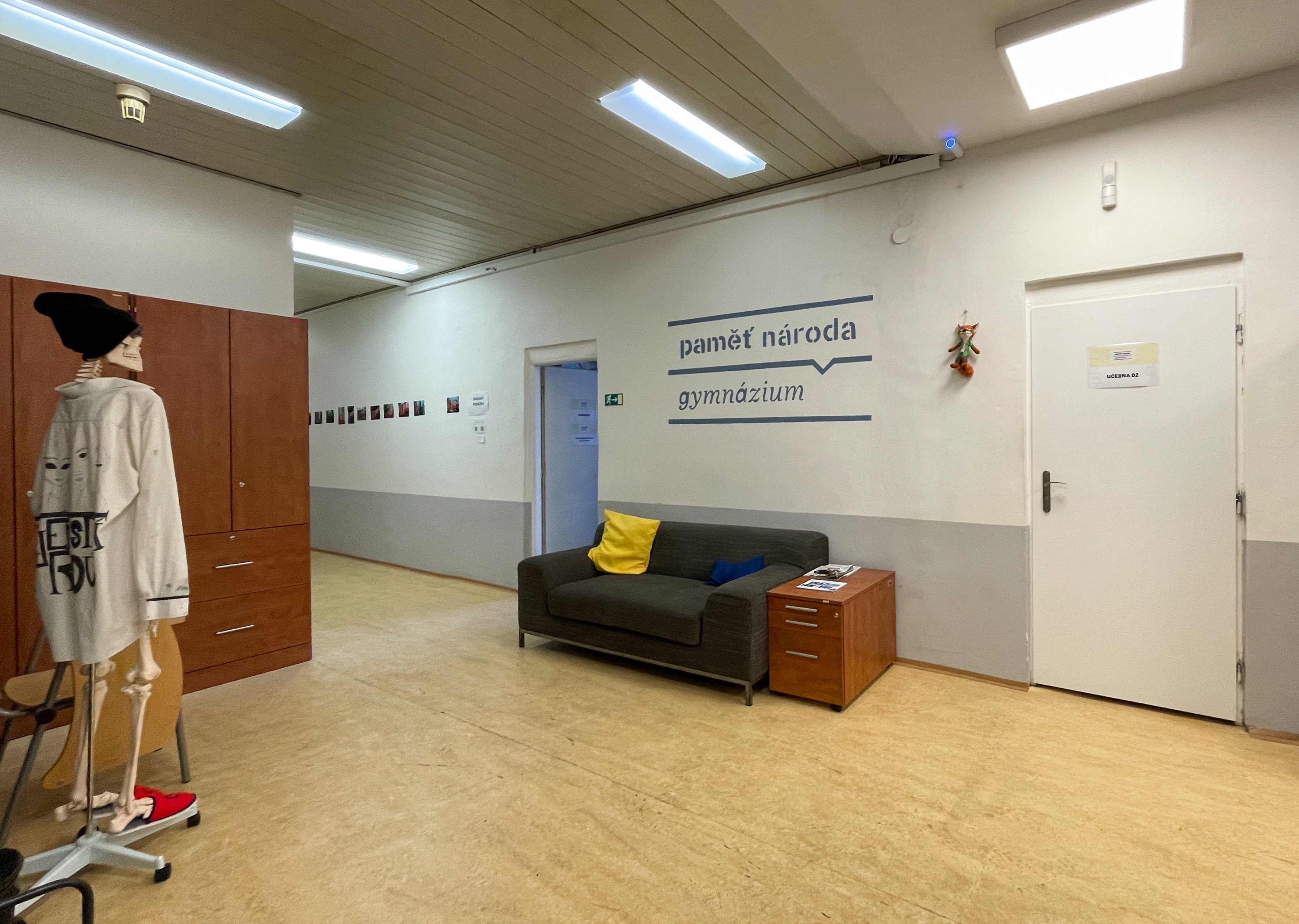
Centrální prostor školy
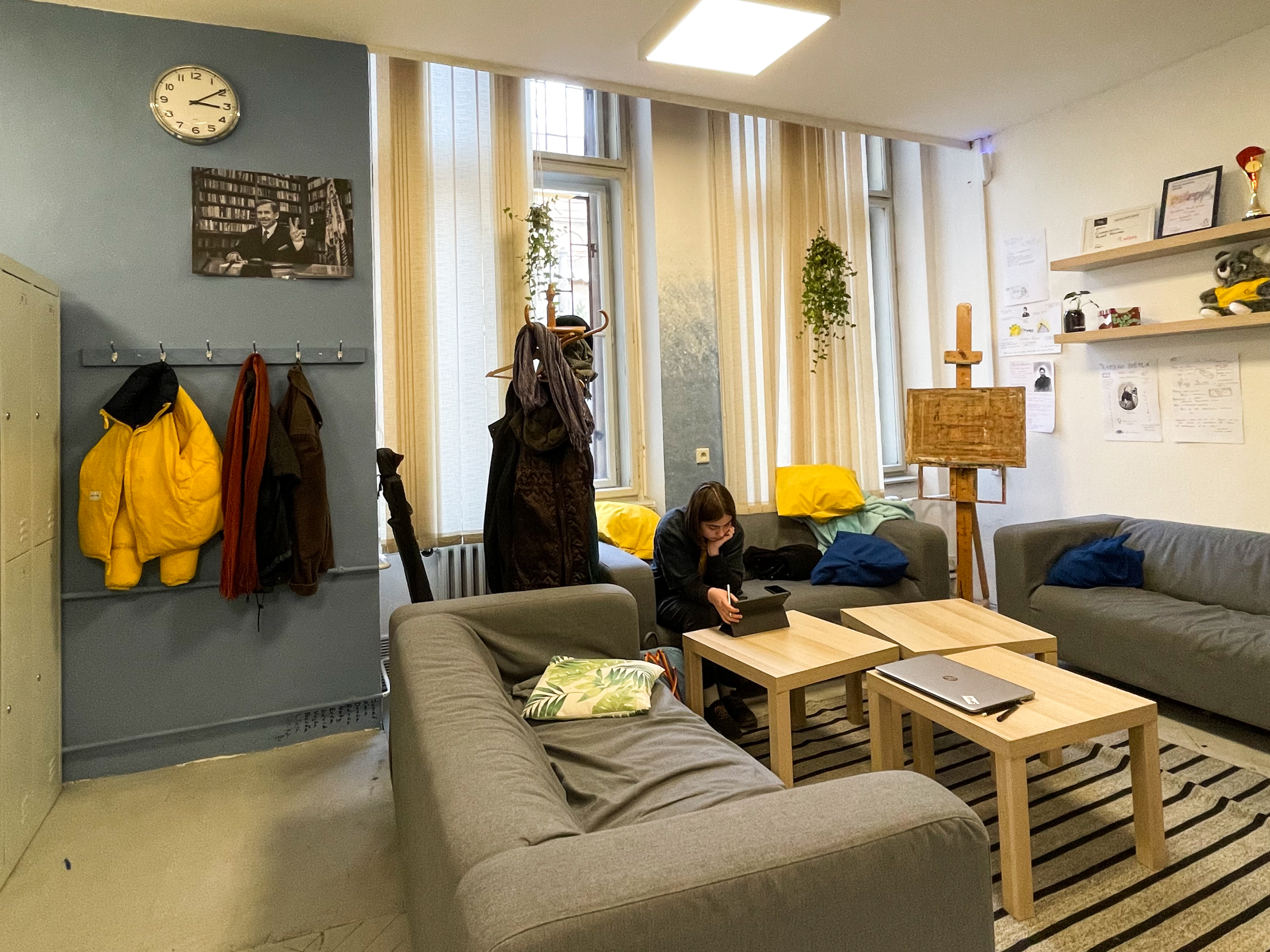
Společenská místnost pro studenty
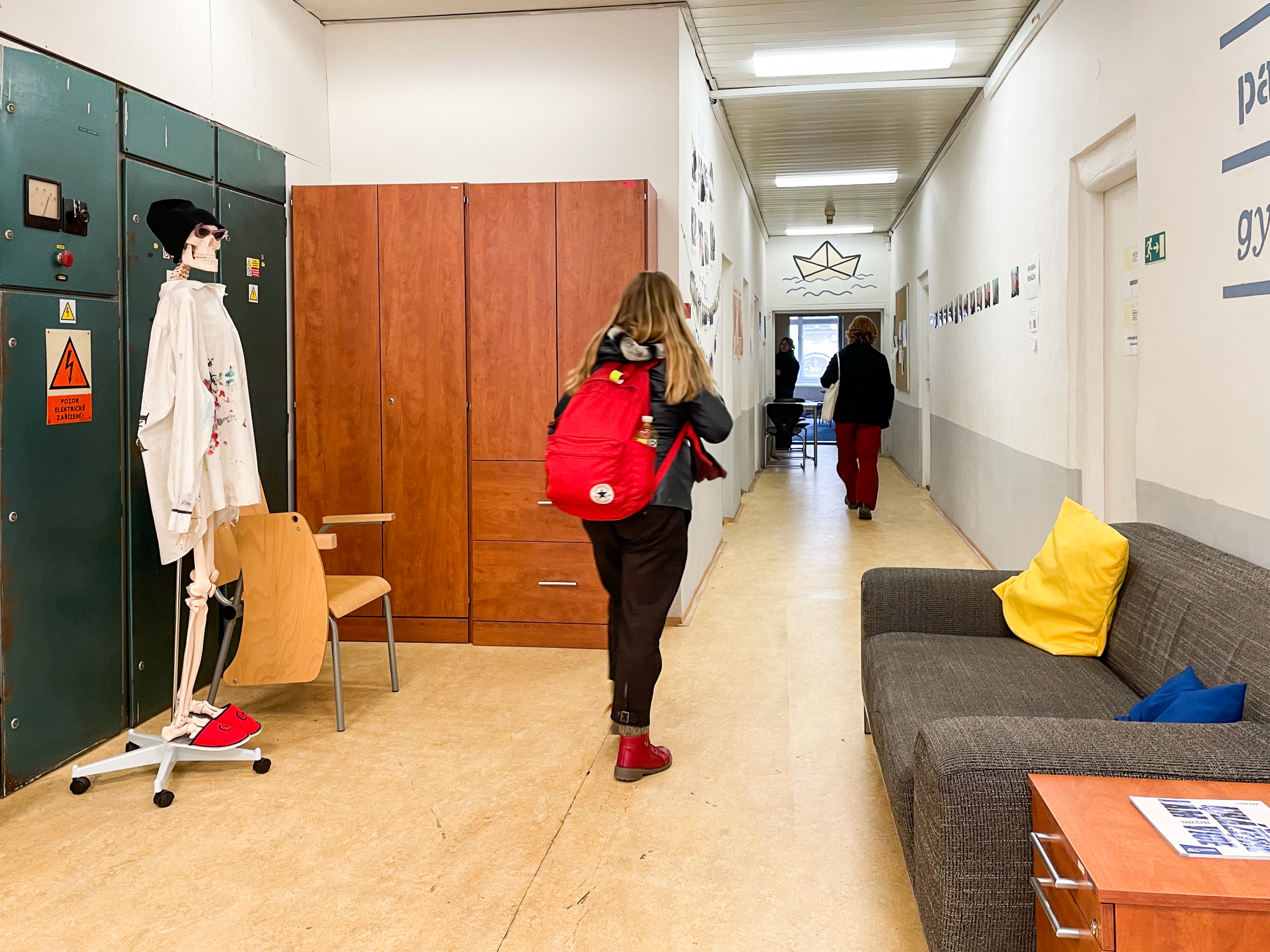
Příchod k učebně
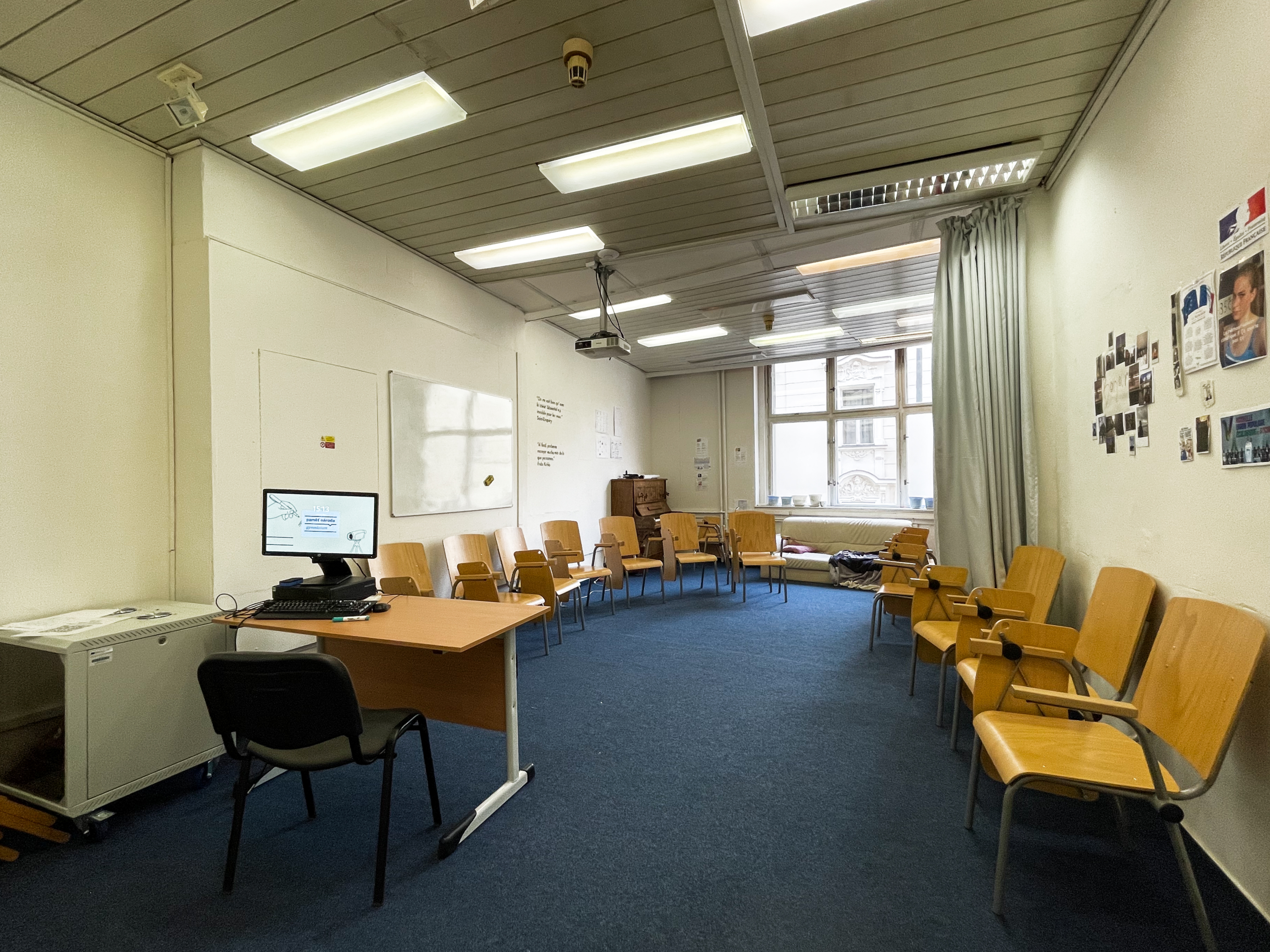
Učebna
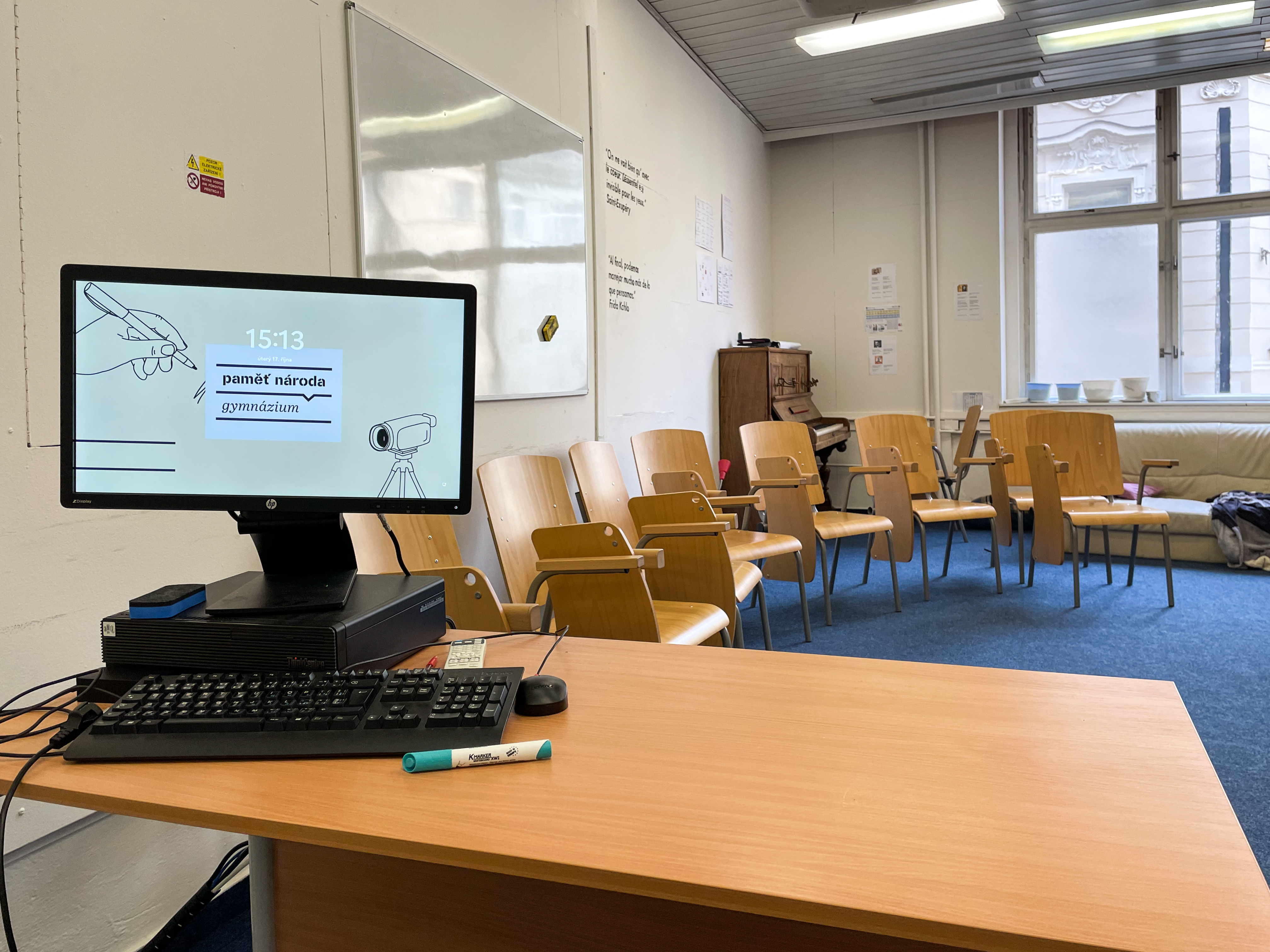
Učebna

#### Videa
- Ředitel Salim Murad o Gymnáziu Paměti národa
- Salim Murad, Gymnázium Paměti národa, Praha